# دندان‌نیزه‌ای
دندان‌نیزه‌ای (نام علمی: Dorudon) سرده‌ای از کهن‌آب‌بازان متعلق به تیره خسروسوسماران بود که در ائوسن پسین (۴۰٫۴ تا ۳۳٫۹ میلیون سال پیش) در دریاهای گرم سراسر جهان زندگی می‌کردند. این پستانداران دریازی اندازه به نسبت بزرگی داشتند و از ماهیان تغذیه می‌کردند. سنگواره‌های آن‌ها در اقیانوس تتیس (مصر و پاکستان کنونی)، ایالات متحده، نیوزیلند، و صحرای غربی یافت شده‌اند.
نام دورودون در زبان لاتین به معنای «دندان‌نیزه‌ای» است.

## توصیف ظاهری
در ابتدا تصور می‌شد که دورودون‌ها، فرزندان نابالغ باسیلوسورها باشند که دارای یک سنگواره اما با جثه کوجکترند. با این ال بررسی‌های بعدی نشان دادند که آن‌ها سرده‌ای متفاوت هستند. با آنکه آن‌ها همانندی بسیاری به نهنگ‌های نوین دارند، باسیلوسورها و دورودون‌ها فاقد اندام ملون هستند؛ اندامی که در نهنگ‌های امروزین وظیفه ایجاد امواج صوتی مورد استفاده در پژواک‌یابی را دارد. همانند دیگر خسروسوسماران، سوراخ بینی آن‌ها در میانه پوزه و بالای سر قرار دارد. شواهد گازگرفتگی بر روی جمجمه بعضی دورودون‌های کوچک نشان می‌دهد که آن‌ها می‌توانسته‌اند طعمه باسیلوسورهای بزرگ‌جثه شوند.
فرمول دندانی Dorudon atrox، ۳٫۱٫۴٫۲۳٫۱٫۴٫۳ است.